# Monica Mason
Pour les articles homonymes, voir Mason.
Monica Mason, née le 6 septembre 1941 à Johannesbourg en Afrique du Sud, est une ancienne danseuse de ballet. Elle est dame commandeur de l'Ordre de l'Empire britannique.

## Biographie
Monica Mason est née le 6 septembre 1941 à Johannesbourg en Afrique du Sud.